# Primera División de Andorra 2004-05
La Primera División de Andorra 2004-05 (oficialmente y en catalán: Primera Divisió de Andorra 2004-05) fue la 10ma edición del campeonato de la máxima categoría de fútbol del Principado de Andorra. Estuvo organizada por la Federación Andorrana de Fútbol y fue disputada por 8 equipos. Comenzó el 18 de septiembre de 2004 y finalizó el 30 de abril de 2005.
Sant Julià consiguió su primer título en la máxima división después de golear en la última jornada a Principat por 8-0 en condición de local. Por otro lado, Encamp descendió a la Segona Divisió por primera vez en su historia, tras finalizar en último lugar de la Ronda por la permanencia.

## Ascensos y descensos
| Pos. | Descendido de 1.ª División |
| ---- | -------------------------- |
| 8.º  | Engordany                  |

| Pos. | Ascendido de 2.ª División |
| ---- | ------------------------- |
| 1.º  | Atlètic Club d'Escaldes   |

## Sistema de competición
El campeonato constó de dos fases:
En la fase regular, los ocho equipos se enfrentaron entre sí bajo el sistema de todos contra todos a dos ruedas, completando un total de 14 fechas. Una vez finalizada dicha instancia, los cuatro equipos con mayor cantidad de puntos participaron de la Ronda por el campeonato, mientras que los cuatro restantes disputaron la Ronda por la permanencia. Todos los clubes comenzaron su participación en esta instancia con el puntaje final obtenido en la fase regular.
Los cuatro clubes que participaron de la Ronda por el campeonato volvieron a enfrentarse entre sí, todos contra todos, a doble rueda. El equipo que acumuló más puntos entre las dos fases se consagró campeón y accedió a la primera ronda previa de la Copa de la UEFA 2005-06. Asimismo, el subcampeón clasificó a la primera fase de la Copa Intertoto de la UEFA 2005.
Por otro lado, los cuatro equipos participantes de la Ronda por la permanencia se enfrentaron entre sí, todos contra todos, a doble rueda. Aquel que logró menor puntaje a lo largo de las dos fases descendió directamente a la Segunda División.
En todas las fases, las clasificaciones se establecieron a partir de los puntos obtenidos en cada encuentro, otorgando tres por partido ganado, uno por empatado y ninguno en caso de derrota. En caso de igualdad de puntos entre dos o más equipos, se aplicaron, en el mencionado orden, los siguientes criterios de desempate:
1. Mayor cantidad de puntos en los partidos entre los equipos implicados;
2. Mejor diferencia de goles en los partidos entre los equipos implicados;
3. Mayor cantidad de goles a favor en los partidos entre los equipos implicados;
4. Mejor diferencia de goles en toda la temporada;
5. Mayor cantidad de goles a favor en toda la temporada.

## Equipos participantes
| Equipo                  | Ciudad                  |
| ----------------------- | ----------------------- |
| Atlètic Club d'Escaldes | Las Escaldas-Engordany  |
| Encamp                  | Encamp                  |
| Inter Club d'Escaldes   | Las Escaldas-Engordany  |
| Lusitanos               | Andorra la Vieja        |
| Principat               | San Julián de Loria     |
| Rànger's                | San Julián de Loria     |
| Sant Julià              | San Julián de Loria     |
| FC Santa Coloma         | Santa Coloma de Andorra |

| \| Parroquia \| N.º \| Equipos \| \| ---------------------- \| --- \| ---------------------------------------------- \| \| San Julián de Loria \| 3 \| Principat; Rànger's; Sant Julià \| \| Andorra la Vieja \| 2 \| Lusitanos; FC Santa Coloma \| \| Las Escaldas-Engordany \| 2 \| Atlètic Club d'Escaldes; Inter Club d'Escaldes \| \| Encamp \| 1 \| Encamp \| |     |                                                |
| Parroquia | N.º | Equipos                                        |
| San Julián de Loria | 3   | Principat; Rànger's; Sant Julià                |
| Andorra la Vieja | 2   | Lusitanos; FC Santa Coloma                     |
| Las Escaldas-Engordany | 2   | Atlètic Club d'Escaldes; Inter Club d'Escaldes |
| Encamp | 1   | Encamp                                         |

## Fase regular

### Clasificación
|  |    | Equipos                 | PJ | PG | PE | PP | GF | GC | Dif | Pts |
|  | -- | ----------------------- | -- | -- | -- | -- | -- | -- | --- | --- |
|  | 1. | Sant Julià              | 14 | 13 | 0  | 1  | 42 | 8  | +34 | 39  |
|  | 2. | Rànger's                | 14 | 12 | 0  | 2  | 46 | 13 | +33 | 36  |
|  | 3. | FC Santa Coloma         | 14 | 11 | 0  | 3  | 43 | 15 | +28 | 33  |
|  | 4. | Principat               | 14 | 6  | 1  | 7  | 19 | 21 | -2  | 19  |
|  | 5. | Inter Club d'Escaldes   | 14 | 5  | 2  | 7  | 27 | 37 | -10 | 17  |
|  | 6. | Encamp                  | 14 | 2  | 2  | 10 | 11 | 32 | -21 | 8   |
|  | 7. | Lusitanos               | 14 | 2  | 1  | 11 | 13 | 37 | -24 | 7   |
|  | 8. | Atlètic Club d'Escaldes | 14 | 2  | 0  | 12 | 11 | 49 | -38 | 6   |

|  | Clasificado a la Ronda por el campeonato.  |
|  | Clasificado a la Ronda por la permanencia. |

#### Evolución de la clasificación
| Jornada / Equipo        | 1 | 2 | 3 | 4 | 5 | 6 | 7 | 8 | 9 | 10 | 11 | 12 | 13 | 14 |
| Jornada / Equipo        |   |   |   |   |   |   |   |   |   |    |    |    |    |    |
| ----------------------- | - | - | - | - | - | - | - | - | - | -- | -- | -- | -- | -- |
| Sant Julià              | 3 | 1 | 2 | 1 | 3 | 3 | 3 | 3 | 1 | 2  | 1  | 1  | 1  | 1  |
| Rànger's                | 1 | 2 | 1 | 3 | 1 | 2 | 2 | 2 | 2 | 1  | 3  | 2  | 2  | 2  |
| FC Santa Coloma         | 2 | 4 | 3 | 2 | 2 | 1 | 1 | 1 | 3 | 3  | 2  | 3  | 3  | 3  |
| Principat               | 4 | 3 | 4 | 4 | 4 | 4 | 4 | 4 | 4 | 4  | 4  | 4  | 4  | 4  |
| Inter Club d'Escaldes   | 5 | 5 | 7 | 7 | 7 | 7 | 6 | 5 | 5 | 5  | 5  | 5  | 5  | 5  |
| Encamp                  | 7 | 6 | 6 | 5 | 5 | 5 | 5 | 6 | 6 | 6  | 6  | 6  | 6  | 6  |
| Lusitanos               | 8 | 8 | 5 | 6 | 6 | 6 | 7 | 7 | 7 | 7  | 8  | 8  | 7  | 7  |
| Atlètic Club d'Escaldes | 6 | 7 | 8 | 8 | 8 | 8 | 8 | 8 | 8 | 8  | 7  | 7  | 8  | 8  |

### Resultados
Fuente: mismarcadores.com
- Los horarios corresponden a la CET (Hora Central Europea) UTC+1 en horario estándar y UTC+2 en horario de verano.

#### Primera vuelta
| Principat               | 4 - 3 | Inter Club d'Escaldes |                             | 18 de septiembre |
| Rànger's                | 3 - 0 | Encamp                | Comunal de Andorra la Vieja | 18 de septiembre |
| Atlètic Club d'Escaldes | 0 - 2 | Sant Julià            |                             | 18 de septiembre |
| Lusitanos               | 0 - 3 | FC Santa Coloma       |                             | 18 de septiembre |

| Atlètic Club d'Escaldes | 0 - 2 | Principat |                             | 25 de septiembre |
| Inter Club d'Escaldes   | 0 - 0 | Encamp    |                             | 25 de septiembre |
| Sant Julià              | 5 - 1 | Lusitanos | Comunal de Andorra la Vieja | 25 de septiembre |
| FC Santa Coloma         | 0 - 1 | Rànger's  | Comunal de Andorra la Vieja | 25 de septiembre |

| Rànger's                | 5 - 0 | Inter Club d'Escaldes | Comunal de Andorra la Vieja | 2 de octubre |
| Encamp                  | 0 - 2 | Sant Julià            |                             | 2 de octubre |
| Principat               | 0 - 5 | FC Santa Coloma       |                             | 2 de octubre |
| Atlètic Club d'Escaldes | 1 - 3 | Lusitanos             |                             | 2 de octubre |

| Lusitanos       | 0 - 1 | Principat               |                             | 9 de octubre |
| Sant Julià      | 3 - 2 | Rànger's                | Comunal de Andorra la Vieja | 9 de octubre |
| Encamp          | 2 - 0 | Atlètic Club d'Escaldes |                             | 9 de octubre |
| FC Santa Coloma | 4 - 1 | Inter Club d'Escaldes   | Comunal de Andorra la Vieja | 9 de octubre |

| FC Santa Coloma         | 1 - 0 | Sant Julià | Comunal de Andorra la Vieja | 16 de octubre |
| Atlètic Club d'Escaldes | 1 - 4 | Rànger's   |                             | 16 de octubre |
| Inter Club d'Escaldes   | 1 - 1 | Lusitanos  |                             | 16 de octubre |
| Principat               | 1 - 1 | Encamp     |                             | 16 de octubre |

| Sant Julià              | 3 - 2 | Inter Club d'Escaldes | Comunal de Andorra la Vieja | 23 de octubre |
| Atlètic Club d'Escaldes | 0 - 5 | FC Santa Coloma       |                             | 23 de octubre |
| Lusitanos               | 2 - 3 | Encamp                |                             | 23 de octubre |
| Rànger's                | 2 - 0 | Principat             | Comunal de Andorra la Vieja | 23 de octubre |

| Lusitanos             | 0 - 2 | Rànger's                |  | 6 de noviembre |
| Principat             | 0 - 2 | Sant Julià              |  | 6 de noviembre |
| Inter Club d'Escaldes | 5 - 3 | Atlètic Club d'Escaldes |  | 6 de noviembre |
| Encamp                | 2 - 6 | FC Santa Coloma         |  | 6 de noviembre |

#### Segunda vuelta
| Encamp                | 0 - 2 | Rànger's                |                             | 13 de noviembre |
| Sant Julià            | 4 - 0 | Atlètic Club d'Escaldes | Comunal de Andorra la Vieja | 13 de noviembre |
| Inter Club d'Escaldes | 1 - 0 | Principat               |                             | 13 de noviembre |
| FC Santa Coloma       | 3 - 1 | Lusitanos               | Comunal de Andorra la Vieja | 13 de noviembre |

| Encamp    | 0 - 3 | Inter Club d'Escaldes   |                             | 20 de noviembre |
| Lusitanos | 1 - 7 | Sant Julià              |                             | 20 de noviembre |
| Rànger's  | 3 - 2 | FC Santa Coloma         | Comunal de Andorra la Vieja | 20 de noviembre |
| Principat | 5 - 2 | Atlètic Club d'Escaldes |                             | 20 de noviembre |

| Lusitanos             | 0 - 1 | Atlètic Club d'Escaldes |                             | 27 de noviembre |
| Sant Julià            | 3 - 1 | Encamp                  | Comunal de Andorra la Vieja | 27 de noviembre |
| Inter Club d'Escaldes | 3 - 8 | Rànger's                |                             | 27 de noviembre |
| FC Santa Coloma       | 3 - 2 | Principat               | Comunal de Andorra la Vieja | 27 de noviembre |

| Inter Club d'Escaldes   | 2 - 3 | FC Santa Coloma |                             | 11 de diciembre |
| Atlètic Club d'Escaldes | 3 - 0 | Encamp          |                             | 11 de diciembre |
| Rànger's                | 0 - 3 | Sant Julià      | Comunal de Andorra la Vieja | 11 de diciembre |
| Principat               | 2 - 0 | Lusitanos       |                             | 11 de diciembre |

| Encamp     | 0 - 2 | Principat               |                             | 18 de diciembre |
| Rànger's   | 8 - 0 | Atlètic Club d'Escaldes | Comunal de Andorra la Vieja | 18 de diciembre |
| Sant Julià | 2 - 0 | FC Santa Coloma         | Comunal de Andorra la Vieja | 18 de diciembre |
| Lusitanos  | 1 - 2 | Inter Club d'Escaldes   |                             | 15 de enero     |

| Inter Club d'Escaldes | 0 - 5 | Sant Julià              |                             | 22 de enero  |
| Encamp                | 1 - 2 | Lusitanos               |                             | 22 de enero  |
| Principat             | 0 - 1 | Rànger's                |                             | 22 de enero  |
| FC Santa Coloma       | 5 - 0 | Atlètic Club d'Escaldes | Comunal de Andorra la Vieja | 2 de febrero |

| FC Santa Coloma         | 3 - 1 | Encamp                | Comunal de Andorra la Vieja | 12 de febrero |
| Sant Julià              | 1 - 0 | Principat             | Comunal de Andorra la Vieja | 12 de febrero |
| Atlètic Club d'Escaldes | 0 - 4 | Inter Club d'Escaldes |                             | 12 de febrero |
| Rànger's                | 5 - 1 | Lusitanos             | Comunal de Andorra la Vieja | 12 de febrero |

## Ronda por el campeonato

### Clasificación
|  |    | Equipos         | PJ | PG | PE | PP | GF | GC | Dif | Pts |
|  | -- | --------------- | -- | -- | -- | -- | -- | -- | --- | --- |
|  | 1. | Sant Julià (C)  | 20 | 18 | 0  | 2  | 61 | 14 | +47 | 54  |
|  | 2. | Rànger's        | 20 | 17 | 0  | 3  | 59 | 15 | +44 | 51  |
|  | 3. | FC Santa Coloma | 20 | 12 | 1  | 7  | 50 | 26 | +24 | 37  |
|  | 4. | Principat       | 20 | 6  | 2  | 12 | 23 | 45 | -22 | 20  |

|  | Clasificado para la primera ronda previa de la Copa de la UEFA 2005-06. |
|  | Clasificado para la primera fase de la Copa Intertoto de la UEFA 2005.  |

| (C) Campeón |

#### Evolución de la clasificación
| Jornada / Equipo | 1 | 2 | 3 | 4 | 5 | 6 |
| Jornada / Equipo |   |   |   |   |   |   |
| ---------------- | - | - | - | - | - | - |
| Sant Julià       | 2 | 2 | 2 | 1 | 1 | 1 |
| Rànger's         | 1 | 1 | 1 | 2 | 2 | 2 |
| FC Santa Coloma  | 3 | 3 | 3 | 3 | 3 | 3 |
| Principat        | 4 | 4 | 4 | 4 | 4 | 4 |

### Resultados
Fuente: mismarcadores.com
- Los horarios corresponden a la CET (Hora Central Europea) UTC+1 en horario estándar y UTC+2 en horario de verano.

#### Primera vuelta
| Sant Julià      | 1 - 2 | Rànger's  | Comunal de Andorra la Vieja | 5 de marzo  |
| FC Santa Coloma | 2 - 2 | Principat | Comunal de Andorra la Vieja | 16 de marzo |

| Principat       | 0 - 5 | Rànger's   |                             | 19 de marzo |
| FC Santa Coloma | 1 - 2 | Sant Julià | Comunal de Andorra la Vieja | 19 de marzo |

| Principat | 1 - 4 | Sant Julià      |                             | 2 de abril |
| Rànger's  | 2 - 0 | FC Santa Coloma | Comunal de Andorra la Vieja | 2 de abril |

#### Segunda vuelta
| Rànger's  | 0 - 1 | Sant Julià      | Comunal de Andorra la Vieja | 16 de abril |
| Principat | 1 - 2 | FC Santa Coloma |                             | 16 de abril |

| Rànger's   | 3 - 0 | Principat       | Comunal de Andorra la Vieja | 23 de abril |
| Sant Julià | 3 - 2 | FC Santa Coloma | Comunal de Andorra la Vieja | 23 de abril |

| Sant Julià (C)  | 8 - 0 | Principat | Comunal de Andorra la Vieja | 30 de abril |
| FC Santa Coloma | 0 - 1 | Rànger's  | Comunal de Andorra la Vieja | 30 de abril |

## Ronda por la permanencia

### Clasificación
|  |    | Equipos                 | PJ | PG | PE | PP | GF | GC | Dif | Pts |
|  | -- | ----------------------- | -- | -- | -- | -- | -- | -- | --- | --- |
|  | 1. | Inter Club d'Escaldes   | 20 | 7  | 4  | 9  | 36 | 44 | -8  | 25  |
|  | 2. | Lusitanos               | 20 | 5  | 2  | 13 | 24 | 48 | -24 | 17  |
|  | 3. | Atlètic Club d'Escaldes | 20 | 5  | 0  | 15 | 19 | 58 | -39 | 15  |
|  | 4. | Encamp (D)              | 20 | 4  | 3  | 13 | 19 | 41 | -22 | 15  |

|  | Descendido a la Segona Divisió. |

| (D) Descendido |

#### Evolución de la clasificación
| Jornada / Equipo        | 1 | 2 | 3 | 4 | 5 | 6 |
| Jornada / Equipo        |   |   |   |   |   |   |
| ----------------------- | - | - | - | - | - | - |
| Inter Club d'Escaldes   | 1 | 1 | 1 | 1 | 1 | 1 |
| Lusitanos               | 2 | 2 | 2 | 2 | 2 | 2 |
| Atlètic Club d'Escaldes | 4 | 4 | 3 | 3 | 4 | 3 |
| Encamp                  | 3 | 3 | 4 | 4 | 3 | 4 |

### Resultados
Fuente: mismarcadores.com
- Los horarios corresponden a la CET (Hora Central Europea) UTC+1 en horario estándar y UTC+2 en horario de verano.

#### Primera vuelta
| Encamp                  | 0 - 0 | Inter Club d'Escaldes |  | 5 de marzo |
| Atlètic Club d'Escaldes | 1 - 2 | Lusitanos             |  | 5 de marzo |

| Lusitanos               | 0 - 3 | Inter Club d'Escaldes |  | 19 de marzo |
| Atlètic Club d'Escaldes | 3 - 0 | Encamp                |  | 19 de marzo |

| Inter Club d'Escaldes | 0 - 1 | Atlètic Club d'Escaldes |  | 2 de abril |
| Lusitanos             | 2 - 1 | Encamp                  |  | 2 de abril |

#### Segunda vuelta
| Inter Club d'Escaldes | 2 - 1 | Encamp                  |  | 16 de abril |
| Lusitanos             | 3 - 0 | Atlètic Club d'Escaldes |  | 16 de abril |

| Encamp                | 2 - 0 | Atlètic Club d'Escaldes |  | 23 de abril |
| Inter Club d'Escaldes | 2 - 2 | Lusitanos               |  | 23 de abril |

| Atlètic Club d'Escaldes | 3 - 2 | Inter Club d'Escaldes |  | 30 de abril |
| Encamp                  | 4 - 2 | Lusitanos             |  | 30 de abril |